# Spacer's Toulouse Volley 2019-2020
Questa voce raccoglie le informazioni riguardanti lo Spacer's Toulouse Volley nelle competizioni ufficiali della stagione 2019-2020.

## Organigramma societario
Area direttiva
- Presidente: Jean Azema, Didier Conjeaud

Area tecnica
- Allenatore: Stéphane Sapinart
- Allenatore in seconda: Benoit Ognier, Diogenes Zagonel

## Rosa
| N° | Nome                  | Ruolo | Data di nascita   | Nazionalità sportiva |
| -- | --------------------- | ----- | ----------------- | -------------------- |
| 1  | Matthieu Mouezy       | P     | 8 febbraio 2000   | Francia              |
| 2  | Toafa Takaniko        | P     | 29 maggio 1985    | Francia              |
| 3  | Nicolas Burel         | C     | 7 settembre 1991  | Francia              |
| 4  | Gijs Jorna            | S     | 30 maggio 1989    | Paesi Bassi          |
| 5  | Lucas Soldner         | P     | 11 marzo 1999     | Francia              |
| 6  | Axel Boissinot        | L     | 3 marzo 2001      | Francia              |
| 7  | Louis Pineau          | L     | 31 agosto 2000    | Francia              |
| 8  | Pierre Derouillon     | S     | 6 giugno 1999     | Francia              |
| 9  | Danny Demyanenko      | C     | 13 luglio 1994    | Canada               |
| 11 | Théo Faure            | S     | 12 ottobre 1999   | Francia              |
| 12 | Oskar Madsen          | S     | 17 gennaio 2000   | Danimarca            |
| 13 | Stridji Tel           | C     | 8 settembre 1998  | Francia              |
| 14 | Cyril Larrieu         | O     | 22 settembre 1998 | Francia              |
| 15 | Noah Baxpöhler        | C     | 13 agosto 1993    | Germania             |
| 16 | Sélim El Khaldouni    | S     | 17 giugno 2000    | Francia              |
| 17 | Abdel-Aziz Doumbia    | S     | 29 maggio 2001    | Francia              |
| 18 | Titouan Assani-Vignau | O     | 2 maggio 2002     | Francia              |
| 19 | Sebastián Closter     | L     | 13 maggio 1989    | Argentina            |
| 20 | Titouan Pichon        | S     | 19 dicembre 2000  | Francia              |

## Risultati

### Coppa di Francia

#### Fase a eliminazione diretta
| Primo turno - 22 ottobre 2019 Gymnase La Paix, Amiens                     | Amiens            | 1 - 3 | Spacer's Toulouse | 25-19, 25-27, 14-25, 23-25        |
| Ottavi di finale - 29 ottobre 2019 Palais des Sports André-Brouat, Tolosa | Spacer's Toulouse | 3 - 0 | Arago de Sète     | 25-16, 25-22, 26-24               |
| Quarti di finale - 5 novembre 2019 Palais des Sports André-Brouat, Tolosa | Spacer's Toulouse | 3 - 2 | Montpellier       | 23-25, 25-22, 13-25, 25-23, 15-10 |
| Semifinale - 16 maggio 2020 Palais des Sports André-Brouat, Tolosa        | Spacer's Toulouse | -     | Stade Poitevin    | annullata                         |